# Paweł Magdoń
Paweł Magdoń, né le 13 novembre 1979 à Dębica, est un footballeur polonais. Il est défenseur.

## Carrière
- 2003-2005 :  Pogoń Szczecin
- 2006 :  Wisła Płock
- 2007- :  GKS Bełchatów

### Palmarès
- Vice-Champion de Pologne : 2007
- Finaliste de la Coupe de la Ligue polonaise : 2007
- Finaliste de la Supercoupe de Pologne : 2007

## Sélection
Paweł Magdoń a commencé sa carrière internationale avec la Pologne le 6 décembre 2006 contre les Émirats arabes unis, marquant au passage l'un des nombreux buts de son équipe.